# Liste de polyptyques italiens dispersés
Cette liste de polyptyques dispersés recense les ensembles polyptyques italiens les plus connus qui ont été démembrés (smembrato) et dont les éléments ont été séparés, dispersés entre plusieurs propriétaires et ensuite dans plusieurs pays. Certains ont pu être reconstitués mais ils sont rares, chacun des musées ayant hérité d'un des éléments se refusant à s'en séparer. En plus du problème du rassemblement des pièces éparpillées se posent aussi sa reconstitution souvent incomplète et la difficulté de retrouver la position initiale des éléments.
À noter que certains tableaux ont pu subir le même sort (découpage et dispersion) comme le Retable Baronci de Raphaël.
Si certaines causes des démembrements sont naturelles (incendie, tremblement de terre), ou dues à des événements violents (saccage, spoliation, appropriation abusive), dans de nombreuses occasions, les tableaux furent tout simplement découpés pour que chacun des pères d'un couvent puissent en avoir un morceau dans sa cellule, ou pour en extraire les parties « les plus nobles » en retaillant l'ensemble, comme le fit Carlo Lasinio, « conservateur » du Camposanto de Pise en  1807 sur un polyptyque du Carmine.

## Retables à sujet sacré et polyptyques de dévotion

### Duecento et Trecento

#### Polyptyque Artaud de Montor
Le « Polyptyque Artaud de Montor » (c. 1280), de Grifo di Tancredi   démembré  mais qui, en 1843, comprenait encore 5 panneaux liés : 
- Saint Pierre (Washington, National Gallery of Art),
- Saint Jean Baptiste (Musée des Beaux-Arts de Chambéry),
- le Christ rédempteur bénissant (Washington, National Gallery of Art),
- Saint Jacques (Washington, National Gallery of Art)
- Sainte Ursule (?) (localisation inconnue, connue uniquement par une gravure de 1843).

#### Diptyque de dévotion de Cimabue
Diptyque de dévotion peint vers 1280 par Cimabue, composé de huit tableaux, vraisemblablement dispersés par un marchand d'art au XIXe siècle, représentant huit scènes de la Passion du Christ disposés en deux panneaux, dont seuls les quatre tableaux du volet de gauche sont connus : 
- La Flagellation du Christ, tempera et or sur peuplier, 25,2 × 20,3 cm, réapparu à la fin du XIXe siècle chez les marchands d'art Rolla et Moratilla et à la galerie Knoedler à Paris, acquis en 1950 par la The Frick Collection de New York (inv. 50.1.159), bas droit ;
- La Vierge à l'Enfant trônant et entourée de deux anges, tempera et or sur peuplier, 25,7 × 20,5 cm, découvert dans une maison du Suffolk, acquis en 2000 par la National Gallery de  Londres (inv. NG 6583), haut gauche ;

Représentation schématique du Diptyque de dévotion de Cimabue.

- Le Baiser de Judas (perdu), haut droit ;
- La Dérision du Christ, peinture à l'œuf et fond d'or sur panneau de peuplier 25,8 × 20,3 cm, découvert dans une maison près de Compiègne, proposé à la vente aux enchères à Senlis le 27 octobre 2019, bas gauche ;

#### Polyptyque de Città di Castello (Spinelo Aretino)
Deux panneaux sont conservés à la pinacothèque de Brera : ils appartiennent à un polyptyque de Spinello Aretino initialement à Città di Castello.

#### Retable non identifié d'Andrea di Bartolo (1389-1428)
Quatre saints peints entre 1389 et 1406 pourrait faire partie de la série superposée à la droite d'un pilastre mentionnée à propos du Saint Étienne du Victoria & Albert Museum.
- Saint Benoît, Christie's[5]
- Sainte Lucie, tempera et feuille d'or sur bois, 63 × 20 cm, Ashmolean Museum, Oxford[6]
- Saint Étienne, Victoria and Albert Museum[7]
- Sainte Catherine, Lindenau Museum d'Altenbourg[8]

#### Polyptyque de saint Pancrace (Bernardo Daddi)
Bernardo Daddi auteur du Polittico di San Pancrazio vers 1335-1340.
Dispersion initiale et rassemblement à la fin du XIVe siècle, puis  au XVIIIe siècle démembrement et dispersion dans les appartements des abbés du monastère attaché à l'église, lequel est supprimé en 1808. Les éléments sauf un sont transférés ensuite aux Offices.
- Uffizi :
  - panneau avec la  Madonna in trono e angeli : 168 cm × 55,5 cm
  - Chaque panneau avec les saints : 127,5 cm × 41,5 cm (Pancrazio, Zenobius et Jean évangéliste, à gauche ; Jean-Baptiste, Reparata et Miniato à droite).
  - Chaque partie de la prédelle : 50 cm × 38,5 cm (Joachim banni du Temple, Joachim et les bergers, Meeting at the Golden Gate, Naissance de la Vierge, Présentation de Marie au Temple, Annonciation, Nativité).
- Sixième partie de la prédelle : Mariage de la Vierge, Royal Collection, Windsor.

1. ↑  source complt : (it) « Bernardo Daddi, Natività, dal Polittico di San Pancrazio », sur sito ufficiale della Regione Toscana.

#### La Maestà de Sienne (Duccio)
La Maestà de Duccio était placée sur le maître-autel du Duomo de Sienne, qui se trouvait alors directement sous la coupole, au croisement du transept. Elle fut rapidement enrichie de baldaquins, suspendus au-dessus d'elle, de quatre angelots et d'une tenture rouge pour la couvrir. En juillet 1506, la Maestà fut enlevée du maître-autel. Elle fut déplacée dans l'abside et accrochée à un mur du transept de gauche, où elle demeura pendant près de deux siècles et demi. Le 16 juillet 1771, le grand retable fut scié en plusieurs parties. 
- Une partie fut placée dans la chapelle Sant'Ansano
- l'autre dans la chapelle San Vittore.
- En 1878, les panneaux principaux passèrent au Museo dell'Opera Metropolitana del Duomo.

#### Retable de San Pier Maggiore (Jacopo di Cione)
Le Couronnement de la Vierge entourée de saints en adoration (panneau central 206 × 114 cm), de 1370-1371 à la National Gallery de Londres, attribué à Jacopo di Cione est probablement un travail en collaboration avec Niccolo di Pietro Gerini. Il fut démembré au XVIIIe siècle.

#### Polyptyque de la Compagnie de Saint-Pierre (Bartolo di Fredi)
Polyptyque commissionné à  Bartolo di Fredi par la Compagnie de Saint-Pierre le 9 mai 1385, pour la chapelle de l'Annonciation de l'église San  Francesco de  Montalcino, il est dispersé aujourd'hui entre plusieurs musées :
- Nativité et Adoration des bergers, et Annonciation à Joachim, musée du Vatican
- Couronnement de la Vierge, Museo Civico e Diocesano d'Arte Sacra, Montalcino

#### Ensemble décoratif et Polyptyque d'Agnolo GaddipourSan Miniato
- Les panneaux latéraux de La Vierge et l'Enfant parmi les anges, avec saint Benoît, saint Pierre, saint Jean-Baptiste et sain Miniato, (Palais Pitti, Pavillon de la Meridiana à Florence), faisaient partie d'un ensemble décoratif destiné à l'autel de San Miniato et probablement peint  vers 1375. La Vierge est plus tardive.

- La Crucifixion (Galerie des Offices, Florence) constitue l'élément central de la prédelle d'un polyptyque. Elle est à rapprocher du retable qu'Agnolo Gaddi a exécuté entre 1393 et 1396 pour l'Église de San Miniato al Monte[10].

#### Polyptyque deTaddeo Gaddi
- Deux panneaux Saint Jean l'Evangéliste élevé aux cieux (33 x 36 cm) et Saint Jean l’Évangéliste boit dans la coupe empoisonnée, 33 x 36,7 cm, (Collection Vittorio Cini, Venise) faisaient probablement partie d'une prédelle. Peut-être s'agissait-il de celle de l'église San Giovanni Fuoricivitas de Pistoia exécuté entre 1348 et 1353[11].

#### Polyptyque Peruzzi (Giotto)
Reconstitué de ses seules figures principales (Christ bénissant et  entourée de quatre saints dont Jean et François ), il est actuellement conservé au Museum of Art de Raleight (Caroline du Nord).

#### Triptyques deMatteo Giovannetti
- Saint Hermagore et un dévot et Saint Fortunat, vers 1345, (Musée Correr à Venise), sont deux volets latéraux d'un triptyque dont le panneau central se trouverait dans une collection privée parisienne[12].
- L'Ange et La Vierge de l'Annonciation, (H 0,41 ; L 0,22 m) v. 1345, Musée du Louvre, Paris. Extrémités supérieures des deux volets d'un triptyque aujourd'hui démembré qui fut sans doute peint à la cour d'Avignon pour un haut personnage italien[13].

#### Polyptyque de San Giorgio al palazzo (Anovelo da Imbonate)
Seul subsiste la  Crucifixion, en tempera sur bois de 101 × 38 cm, de ce polyptyque de Anovelo da Imbonate initialement dans  l'église San Giorgio al Palazzo, maintenant exposée dans la basilique  Basilica di Sant'Eustorgio de Milan.

#### Polyptyque de Roccalbegna (Ambrogio Lorenzetti)
Maître-autel de la Chiesa dei Santi Pietro e Paolo de Roccalbegna : trois panneaux de  la Madonna col Bambino, San Pietro et San Paolo, parties d'un polittico smembrato di Ambrogio Lorenzetti (1340 environ).

#### Polyptyque Tarlati de Santa Maria della Pieve d'Arezzo (Pietro Lorenzetti)
Le polyptyque Tarlati est une  œuvre  de Pietro Lorenzetti datés et signée, réalisée en 1320, destinée à être le  retable du maître-autel de l'église Santa Maria della Pieve d'Arezzo commissionné par l'évêque de la ville, Guido Tarlati.
Seule la prédelle a disparu.

#### Deux faces d'un même panneau dédoubléLa Chute des anges rebelles(Maestro degli Angeli Ribelli)
Du Maestro degli Angeli Ribelli, les deux faces à l'huile et or sur bois, ont été dédoublées d'un même retable et transférées sur toile (musée du Louvre) :
- La Chute des anges rebelles,
- Saint Martin partageant son manteau

#### Polyptyque (Maestro di Badia a Isola)
Au Maestro di Badia a Isola est attribué un polyptyque dont, seul le panneau central, une Madonna col Bambino, est conservé au  musée de l'archevêché, Utrecht.

#### Panneaux (Maestro di Barberino)
Le Maestro di Barberino  est l'auteur  d'un polyptyque exécuté pour  l'église San Bartolomeo de  Barberino Val d'Elsa, et dont deux des panneaux sont conservés entre :
- Le Museo Diocesano de Florence
- la Hatton Gallery de Newcastle upon Tyne

#### Deux panneaux de polyptyque de la collection Lambert (Maestro della Dormitio di Terni)
Le Maestro della Dormitio di Terni  est l'auteur de  deux panneaux, d'un polyptyque démembré et dispersé, de la collection Lambert

#### Polyptyque de Rimini (Maître de sainte Colomba)
Triptyque à double face du maître-autel de l'ancienne cathédrale de Rimini, dédiée à sainte Colomba (démolie en 1815), œuvre probablement de Giovanni Baronzio dispersée entre :
- la Pinacothèque de Brera, Milan,
- le Musée Jacquemart-André de Paris,
- la Galerie Sabauda de Turin,
- la collection Friedenthal à Ingenheim

#### Polyptyque de saint Jean-Baptiste (Maître de la Vie de saint Jean-Baptiste)
Œuvre d'un peintre inconnu actif entre 1325 et 1350 à Rimini et nommé pour cette œuvre Maître de la Vie de saint Jean-Baptiste, le polyptyque a été démembré et  dispersé à une date inconnue : 
- Vierge à l'Enfant, panneau central, National Gallery of Art, Washington,
- Rencontre entre le Baptiste et l'ange Uriel, Vatican,
- l'Annonce à Zacharie, Street Collection de Bath,
- La Naissance de Jean-Baptiste et le Baptême du Christ, National Gallery of Art, Washington,
- Saint Jean interrogé par les pharisiens, Seattle Museum of Art,
- Saint Jean en prison, Londres,
- la Décollation de Jean-Baptiste, Metropolitan Museum of Art, New York),
- Saint Jean dans les limbes, Loeser Collection, Florence

#### Polyptyque de Santa Croce (Ugolino di Nerio)
Polyptyque de Ugolino di Nerio  à l'église Santa Croce de Florence, sa seule œuvre datée, 1325, et signée, démembrée en 1566, déplacée au dortoir puis dispersée par fragments à partir de 1860 :
- National Gallery, de Londres,
- Flagellation, Mise au tombeau, trois panneaux de Saints, Staatliche Museen de Berlin
- et d'autres morceaux dans des collections privées.

#### Polyptyque des Èremitani (Pietro da Rimini et Giuliano da Rimini)
Pietro da Rimini et Giuliano da Rimini, élèves de Giotto, venant de Rimini, réalisent un polyptyque, signé et daté 1324, aujourd’hui perdu, pour l’Église des érémitiques de Padoue. Le Musée de Padoue en conserve vingt et un fragments.

#### Niccoló di Segna
Niccolò di Segna, vers 1340, exécute un grand polyptyque pour l'église San Francesco de Prato. Seul un élément est repertorié :
- Vierge à l'Enfant, Collezione Vittorio Cini, Venise

#### Triptyque (Guido Da Siena)
Triptyque de Guido da Siena (~1270) dispersé entre les musées de :
- Sienne,
- Altenburg,
- Utrecht
- Princeton (New Jersey)

#### Polyptyque (Francesco da Volterra)
Francesco da Volterra : 
- Saint Paul,
- Vierge à l'Enfant entourée de quatre saints,
- Saint Évêque...

### Quattrocento

#### A. Fra Angelico
- Prédelle de polyptyque (Fra Angelico)
- Fra Angelico a peint les parties de la prédelle d'un retable non identifié, et dont les éléments dispersés conservés sont les suivants :
  - Saint Jacques délivrant le magicien Hermogène, Fort Worth, Kimbell Art Museum,
  - L'Imposition du nom à saint Jean-Baptiste, Musée du couvent San Marco, Florence,
  - La Dormition de la Vierge, Philadelphia Museum of Art,
  - La Vision de sainte Lucie, Richard L. Feigen Collection, New-York,
  - La Rencontre de saint François et saint Dominique, The Fine Arts Museum, San Francisco

- Retable de San Domenico (Fra Angelico)
   Ce retable, dit Pala di Fiesole, peint par Fra Angelico, était placé sur le maître-autel du chœur (séparé des fidèles par un jubé) au couvent San Domenico de Fiesole, puis retouché par Lorenzo di Credi (fonds « modernisé » en 1501) ; il est dispersé entre :
  - la chapelle latérale de gauche de l'église du couvent San Domenico de Fiesole : partie centrale de la Vierge à l'Enfant avec saints Thomas d'Aquin, Barnabé, Dominique et Pierre martyr (fort effet perspectif et dallage)
  - La National Gallery de Londres : prédelle en 5 panneaux centrés sur le Christ ressuscité, qui comporte près de 300 figures dont 24 Dominicains sur les panneaux extérieurs (peut-être peints avec l'aide de son frère Benedetto).
  - Les saints des pilastres latéraux  San Marco et San Matteo (Musée Condé de Chantilly), San Nicola et San Michele Arcangelo (collection Hawkins-Jones de Sheffield), les deux derniers sont égarés.
  - Des trois quadrilobes de la cimaise deux Angelo annunziante et Vergine annunziata sont dans la collection Tucker de Vienne, la troisième  est égarée.

#### B. Retables d'Ambrogio Borgognone(actif à partir de 1472 - mort en 1523) pour laChartreuse de Pavie
Neuf retables au moins dont :
- Au Musée du Louvre à Paris, polyptyque transposé sur toile, v. 1498 : 
  - La Présentation au Temple, panneau central, 89 × 76 cm
  - St Augustin et un donateur agenouillé, panneau latéral gauche, 150 × 65 cm
  - St Pierre martyr et une donatrice agenouillée, panneau latéral droit, 150 × 65 cm
- Retable de Saint Benoît, v. 1490[16]
  - Prédelle en trois panneaux
    - La Prière, le miracle du tamis et le départ pour Subiaco, Musée des beaux-arts de Nantes.
    - La Tentation de saint Benoît, sa pénitence, Musée des beaux-arts de Nantes
    - La Charité de saint Benoît, Castello Sforzesco, Milan

#### B. Polyptyque de Volterra (Neri di Bicci)
Du polyptyque de  Neri di Bicci démembré, seul subsiste de la chiesa di San Giusto à Volterra, le panneau de la Madonna in trono con Bambino e Angeli, dite Madonna delle Grazie aujourd'hui  au Museo Diocesano di Arte Sacra (daté 1471-1475)

#### B. Polyptyque (Francesco Botticini)
Le retable de Francesco Botticini  démembré et dispersé entre plusieurs musées : L'ultima cena, Édimbourg
- Cattura di Cristo, perdue
- Flagellazione, collection privée
- Crocifissione, partie de la prédelle, National Gallery, Londres (acquise en 1883)
- Resurrezione, partie de la prédelle, Frick Collection, New-York (acquise en 1939)

#### B. Polyptyques de Sant'Andrea (Carlo Braccesco)
Carlo Braccesco  a peint le premier polyptyque de sant'Andrea aux environs de 1495 ;  il a été démembré et dispersé entre :
- Le panneau central avec Sant'Andrea, collection Aberconway de Londres,
- Les Santi Pietro e Paolo, collection privée à  Milan.
- Les quatre petits panneaux de la prédelle, les  Dottori della Chiesa, Galleria Giorgio Franchetti, Ca' d'Oro, Venise.

Un second polyptyque sur le même thème de la Vie de saint André, selon Federico Zeri et Roberto Longhi
- La Manne du tombeau de saint André, panneau central, Musée du Petit Palais d'avignon,
- Crocifissione di sant'Andrea, panneau latéral, Galleria Vittorio Cini, Venise,
- prédelle des docteurs de l'église.

#### C. Polyptyque de --- (Fra Carnevale)
Fra Carnevale a peint ce polyptyque pour ... ; il est aujourd'hui démembré et dispersé :
- San Pietro, Milan, Pinacothèque de Brera, Milan
- San Francesco, Milan, pinacothèque Ambrosienne, Milan
- San Giovanni Battista, Museo della Santa Casa, Loreto
- Crocefisso, Galleria Nazionale delle Marche, Urbino

#### C. Triptyque de la Vierge (Gregorio di Cecco)
Gregorio di Cecco a peint un triptyque dont les éléments connus sont :
- le panneau central de la  Madone trônant entourée de saints et d'anges conservé au Liechtenstein Museum,
- les panneaux latéraux, conservés au musée Capodimonte de Naples.

#### C. Polyptyque deBartolomeo Cincani(Montagna) (v.1455-1523)
- La Vierge et l'Enfant, huile sur bois, 105 × 73 cm faisait partie de la Collection de l'antiquaire Raoul Duseigneur (1845-1916), donateur du Musée des beaux-arts de Lyon
- Les Trois anges musiciens, 47 × 70 cm sont identifiés dans les réserves du Musée du Louvre en 1956 comme partie inférieure de la composition.

Ces deux panneaux ont été rassemblés à Lyon par dépôt du Louvre en 1960.

#### C. Retable de San Lorenzo de Naples (Antonio Colantonio)
Retable de Antonio Colantonio pour l'église franciscaine de San Lorenzo de Naples, il ne reste que deux seulement des éléments ; ils sont  conservés au Musée Capodimonte de Naples :
- Saint Jérôme dans son cabinet de travail (San Gerolamo nello studio),
- Saint François remettant la règle à ses disciples (San Francesco che dà la regola)

#### C. Polyptyque de Miglionico (Cima da Conegliano)
Cima da Conegliano exécuta ce polyptyque en 1499 pour une église de Bergame puis il fut donné par Marcantonio Mazzone à Miglionico, puis, à son départ, au couvent Saint-François et ensuite démembré, il orna la cantoria de l'église-mère. Martin Wackernagel l'attribua en 1907 à son auteur.

#### C. PolyptyqueGriffoni(Francesco del CossaetErcole de' Roberti)
Le Polyptyque Griffoni a été commandé à Ercole de' Roberti et Francesco del Cossa par le bolonais Floriano Griffoni pour sa chapelle particulière de la Basilique San Petronio. Il fut réalisé entre 1470 et 1473 :

Attribués à Francesco del Cossa :
- Saint Vincent Ferrier (Dominicain espagnol), National Gallery, Londres
- Saint Pierre et saint Jean-Baptiste, musée Brera, Milan

Attribués à Ercole de' Roberti :
- Pilastres latéraux, trois petits panneaux dans la Collection Vittorio Cini, Venise :
  - Ste Catherine d'Alexandrie, 26 × 9 cm
  - Saint Jérôme, 26 × 9 cm
  - Saint Georges, 26,3 × 9,3 cm
  - Prédelle :
  - Miracles de St. Vincent Ferrier, fragment de la prédelle, Pinacothèque vaticane

#### C. Polyptyques deCarlo Crivelli
À l'exception du Polyptyque d'Ascoli Piceno, dans la Chapelle du Saint-Sacrement de la Cathédrale d'Ascoli Piceno, et de la Madone à l'hirondelle, à la National Gallery de Londres, tous les autres polyptyques de Carlo Crivelli ont été démembrés et dispersés.
- Polyptyque (1468), chiesa dei SS Lorenzo, Silvestro e Rufino, Massa Fermana
- Polyptyque de l'église San Francesco située à Montefiore dell'Aso, (1471-1472) :
  23 panneaux organisés en trois registres. 
  - Celui du haut comprend la Vierge accompagnée de saint Pierre et de sainte Catherine d'Alexandrie à gauche et de saint François d'Assise et Marie-Madeleine à droite.
  - Au centre une Pietà surmontée de sainte Claire, saint Louis de Toulouse et d'autres saints.
  - La prédelle comprend 11 parties représentant les apôtres. L'ensemble mesurait 2,75 m de large
    - Quelques éléments sont restés à Montefiore dell'Aso, église di Santa Lucia.
    - La Vierge et l'Enfant, panneau central, et Saint François d'Assise sont dans les Musées royaux des beaux-arts de Belgique, Bruxelles
    - Les autres panneaux sont dispersés dans plusieurs autres musées d'Europe, des États-Unis et à Honolulu.

#### F. PolyptyqueQuaratesi(Gentile da Fabriano)
Gentile da Fabriano, en mai 1425, exécute ce polyptyque commandité par la famille Quaratesi pour le maître-autel de la chapelle Quaratesi à San Nicolo Oltrarno de Florence. 
Daté et signé, il est aujourd'hui démembré  et dispersé entre différents musées :
- Galerie des Offices à Florence,
- National Gallery, Londres
- Pinacothèque vaticane,  Rome, quatre panneaux
- National Gallery of Art de Washington

#### F. Polyptyque de saint Augustin (Piero della Francesca)
Peint à l'huile et tempera sur bois (1460-1470), d'Arezzo dont les panneaux sont dispersés :
- - Saint Augustin à Lisbonne
  - Saint Jean-Baptiste à la Frick Collection de New York
  - Saint Michel archange à la National Gallery
  - Saint Nicolas de Tolentino à Milan, Museo Poldi Pezzoli
  - Saint Simon, 134 × 62,2 cm, Frick Collection, New York
  - La Crucifixion, 37,5 × 41,1 cm, Frick Collection, New York
  - Moine augustinien, 40 × 28,2 cm et None Augustinienne, 38,7 × 27,9 cm Frick Collection, New York. Appartiennent probablement à un groupe de quatre panneaux référencé au XIXe siècle dans la collection Franceschi-Marini à Borgo San Sepolcro[20].

#### L. Fra Filippo Lippi
- Retable polyptyque de Fra Filippo Lippi dit Pala Barbadori (datée de 1437-1439, huile sur bois) :
  - Le panneau central Vierge à l'Enfant, avec saints et anges, 208 × 244 cm, est au Musée du Louvre, Paris.
  - Trois scènes de la prédelle sont conservées à la Galerie des Offices, Florence :
    - San Frediano détourne le cours du Serchio,
    - L'annonce à la Vierge de sa mort prochaine,
    - Saint Augustin dans sa cellule.

- Triptyque de la Madone et des Docteurs (Fra Filippo Lippi) reconstitué virtuellement[21], v. 1437 :
  - Madone en majesté avec deux anges[22], Metropolitan Museum of Art, New York
  - Docteurs de l'Église, Accademia Albertina, Turin

- Retable du noviciat de Santa Croce (Fra Filippo Lippi et Pesellino)
  - Madone et les saints François, Damien, Cosme et Antoine de Padoue, 1445[23]. Commandé par les Médicis entre 1442 et 1450, destiné à la chapelle du Noviciat de Santa Croce.
  - La prédelle se trouve partagée entre Le Louvre et le Musée des Offices et a été exécutée par Francesco di Stefano Pesellino. 
    - Deux panneaux : Saint François d'Assise recevant les stigmates, Les Saints Cosme et Damien soignant un malade[24], vers 1440-1445, huile sur bois, 32 × 173 cm, musée du Louvre, Paris.
    - Trois panneaux : Nativité du Christ, Martyre des saints Cosme et Damien, Miracle du cœur révélé par Antoine de Padoue, 32 × 144 cm, Musée des Offices. Andrea del Castagno aurait par la suite apporté quelques retouches au tableau[25].

- Retable Alessandri de  Fra Filippo Lippi de 1453 environ, conservé depuis 1935 au Metropolitan Museum of Art à New York. 
  - Panneau central : saint  Laurent, entouré des saints Côme et Damien
  - panneau latéral de droite : saint Benoît
  - panneau latéral de droite : indéterminé.

#### M. Polyptyque du Maître de la Madone Straus
- Sainte Catherine d'Alexandrie et Saint François, Galerie de l'Académie à Florence. Ces deux panneaux proviennent du couvent de San Jacopo De' Barbetti. Ils faisaient partie vers 1410 d'un polyptyque de petites dimensions démembré[26].

#### M. Triptyque du Maître de 1419
Battista di Biagio Sanguigni, nommé Maître de 1419, est reconnu comme ayant peint et daté  de 1419 le panneau central pour un triptyque exécuté pour  Santa Maria a Latera, démembre et dispersé entre :
- le Cleveland Museum of Art, pour le panneau central de la  Madonna ;
- des collections particulières pour les deux panneaux latéraux.

#### M. Polyptyque (Maestro dei Polittici Crivelleschi)
Polyptyque à cinq éléments de la chiesa di S. Maria del Paradiso dei Minori Osservanti di Tocco da Casauria (PE) attribué à un maître anonyme Maestro dei Polittici Crivelleschi.
- Museo Barbella di Chieti, il Museo Nazionale dell'Aquila : panneau central avec la Madonna con il Bambino, cuspide avec la Pietà, pannello cuspidato avec S. Antonio da Padova S. Benedetto
- Museo Francescano di Assisi : pannello cuspidato avec S. Francesco et S. Ludovico da Tolosa portant la date 1489.

Reconstitution à Bologne (1948, PP. 367–370) et rapprochement avec deux polyptyques du Museo dell'Aquila.

#### M. Polyptyque de San Severino (Maître du Polyptyque de San Severino)
Maître du Polyptyque de San Severino est l'auteur dénommé de ce polyptyque dont les éléments sont :
Les panneaux centraux conservés dans l'église SS. Severino e Sossio à Naples : 
- Saint Séverin évêque, entouré de saints,
- La Vierge et l'Enfant, entourée de saints, qui le surmonte.

Les 5 panneaux de la prédelle du retable (épisodes de la vie de saint Séverin) sont dispersés  entre :
- le musée Horne, Florence,
- la collection du prince Ruprecht de Munich,
- la collection particulière de Rome.

#### M. Deux polytyques Museo della Collegiata à Empoli (Maestro di Signa)
Au Museo della Collegiata à Empoli, deux polyptyques du Maestro di Signa, à la suite d'une probable collaboration avec Bicci di Lorenzo : 
- Santi Lorenzo, Donnino, Pietro e Paolo sur l'un
- Santi Ansano e Apollonia con l'arcangelo Raffaele sur l'autre.

#### M. Polyptyques dispersés de la région des Marches (Nicola di Maestro Antonio d'Ancona)
Œuvres de Nicola di Maestro Antonio d'Ancona.
Pala Massimo de Rome :
- Madone avec quatre saints, Rome
- Résurrection, lunette, Galerie Sabauda, Turin.
- prédelle, musée de Brooklin

Panneaux en tempera et or provenant d'un autre polyptyque démembré :
- Madone trônant, Minneapolis Institut of Arts,
- Sainte Marie-Madeleine et Saint Jacques des Marches, 67,5 × 41 cm, Ashmolean Museum, université d'Oxford.
- Saint Pierre, Institut Courtauld, Londres,
- Saint François, musée du Petit Palais (Avignon),
- Saint Jean-Baptiste, Walters Art Gallery, Baltimore,
- Saint Jacques

#### M. Polyptyque attribué au Maestro della Madonna Giovanelli Fiore
La cattura del Cristo ferait partie des tavolette d'un polyptyque du Maestro della Madonna Giovanelli racontant les épisodes de la Vie du Christ, dont les autres panneaux (quatre sont perdus)  sont :
- Orazione nell'orto et Deposizione[a 1] musées du Vatican.
- Andata al Calvario[a 2],
- Crocefissione, d'abord attribuée à  Altichiero da Zevio[a 3] qui a appartenu un temps à la  Galleria Levi de Milan.

#### M. Retable de San Zeno (Mantegna)
Le Retable de San Zeno d'Andrea Mantegna a été dérobé entier par les troupes napoléoniennes en 1797, rendu à la ville de Vérone en 1815, 
 à l'exception des trois panneaux de la prédelle, remplacés par des copies. Les originaux sont conservés au :
- musée du Louvre (Crucifixion)
- au Musée des beaux-arts de Tours (Résurrection et Jésus au jardin des oliviers)

#### M. Polyptyque deFrancesco di Giorgio Martini
- Couronnement de la Vierge réalisé pour l'abbatiale de Monteoliveto Maggiore (aujourd'hui à la pinacothèque de Sienne).
- La prédelle est probablement Trois histoires de saint Benoît, 1473-1475 avec Neroccio di Bartolomeo Landi, Galerie des Offices, Florence[28].

#### M. Polyptyques de Simone Martini
- Polyptyque Orsini ou Polyptyque de la Passion du Christ

Six panneaux  dispersés dans les musées :
- - Le Portement de croix (30 x 20,5 cm), conservé au Musée du Louvre, Paris (avec les armes de la famille Orsini au verso).
  - La Crucifixion (24,5 x 15,5 cm) ou Le Coup de lance, conservé au Musée royal des beaux-arts d'Anvers.
  - La Déposition de Croix (24,5 x 15,5 cm), Anvers.
  - La Mise au tombeau du Christ (23,7 x 16,7 cm), conservé à la Gemäldegalerie (Berlin) (avec les armes de la famille Orsini au verso).
  - L'Archange Gabriel (23,5 x 14,5 cm), Anvers.
  - La Vierge de l'Annonciation (23,5 x 14,5 cm), Anvers.

Les deux derniers panneaux ont été séparés des deux autres panneaux d'Anvers après avoir été sciés dans le sens de l'épaisseur.
- Polytptyque autour de la Madone et Enfant dispersé actuellement aux États-Unis

Polyptyque portatif en cinq parties, réalisé pour le Palazzo Pubblico de Sienne vers 1326
- - Madonna and Child, Robert Lehman Collection au Metropolitan Museum of Art de New York
  - Saint André au Metropolitan Museum of Art de New York
  - Saint Ansanus (Ansanus, patron de Sienne), au Metropolitan Museum of Art de New York
  - Saint Luc (évangéliste), Paul Getty Museum, au Getty Center de Los Angeles, probable quatrième panneau droit[29]
  - cinquième panneau dans une collection privée à New York

7

#### M. Polyptyque de la collégiale de Cortemaggiore (Filippo Mazzola)
Réalisé par  Filippo Mazzola (père du Parmigianino) pour  la Collégiale de Cortemaggiore, il était  composé de huit panneaux et de quatre tondi.
Réalisé en  1499 à l'occasion de l'inauguration de la Collégiale, il fut démembré en 1880  au cours des travaux de rénovation de l'édifice. Les panneaux furent séparés de leur encadrement  et dispersés. Il a fallu attendre 2003  pour le reconstruire malgré deux panneaux manquants : un Saint Christophe, conservé au musée national de Budapest, et un Sauveur qui n'a pas été retrouvé.

#### M. Polyptyque de Pise (Masaccio)
Le Polyptyque de Pise de Masaccio   a été  démembré  au XVIIIe siècle, et, aujourd'hui, ses éléments incomplets, au nombre de onze, sont dispersés dans les musées du  monde entier : 
- Madonna col Bambino, panneau central National Gallery, Londres
- Crocifissione, panneau supérieur de 83 cm × 63 cm, Musée Capodimonte de Naples
- San Paolo, Museo Nazionale di San Matteo (Pise)
- Sant'Andrea, Getty Center, Los-Angeles
- Staatliche Museen, Berlin  :
  - Storie di San Giuliano e Nicola, prédelle,
  - Adorazione dei Magi, prédelle,
  - Martirio di san Pietro e Giovanni Battista, prédelle,
  - Santo Carmelitano, morceau de pilastre,
  - Santo Carmelitano, morceau de pilastre,
  - Santo Vescovo, morceau de pilastre,
  - San Girolamo, morceau de pilastre,

Les experts ont émis plusieurs hypothèses sur sa reconstitution.

#### M. Triptyque de Cristoforo Moretti
La Vierge en majesté avec l'Enfant, entre saint Ginesio et saint Laurent, triptyque de Cristoforo Moretti reconstitué par Roberto Longhi.
- Trois panneaux, représentant la Vierge et l'Enfant sur le trône flanqué des saints Laurent et Genesius de Rome (ce dernier jouant du rebec), conservés au Museo Poldi Pezzoli à Milan.
- Le panneau représentant saint Pierre Martyre est égaré  mais un fragment de celui-ci avec sainte Lucie se trouve à la Fondation Longhi à Florence
- Une partie de la prédelle montrant à nouveau Genesius est conservée à Bologne.

#### P. Polyptyque de Santa Maria Maggiore ouRetable Colonna(Masolino da Panicale)
Masolino da Panicale a été commissionné pour le Retable Colonna (1427-1428), il en exécute certains des panneaux avec Masaccio jusqu'à la mort de ce dernier.
Sur l'ensemble, six panneaux sont connus, dispersés entre trois  musées qui se partagent, chacun, des panneaux antérieurs et postérieurs :
- Panneaux antérieurs : 
  - central, Masolino, Fondazione della basilica di santa Maria Maggiore, musée Capodimonte de Naples
  - gauche, Masaccio, I santi Girolamo e Battista, National Gallery, Londres
  - droit, Masolino, I santi Giovanni evangelista e Martino, Collezione Johnson, Philadelphie
- Panneaux postérieurs :
  - central, Masolino, L'Assunta, Naples, musée Capodimonte de Naples
  - gauche, Masolino, I santi Pietro e Paolo, collection Johnson, Philadelphie
  - droit, Masolino, I santi Liberio e Mattia, National Gallery, Londres

#### P. Polyptyque (Bernardo Parentino)
Retable de Bernardo Parentino, dispersé et dont seulement deux parties de la prédelle sont conservées dans deux musées :
- Musée du Louvre : Adoration des mages (entrée au musée en 1863 en provenance du musée Napoléon III de Rome et précédemment depuis le musée Campana)
- Collection Borromeo, Bergame : La Trahison de Judas

#### P. Le Pérugin
Retable du chapitre des Augustins de Pérouse (Le Pérugin)
En 1502, Le Pérugin reçoit une commande d'un retable pour le chapitre des Augustins de Pérouse, une réalisation retardée jusqu’en 1512 et œuvre inachevée à la mort de l’artiste. Le retable a été démembré en 1683 :
- Saint Jean l'Évangéliste et saint Augustin se trouve au Musée des Augustins de Toulouse.
- l'Archange Gabriel, huile sur bois, Rond 102 cm, Galerie nationale de l'Ombrie, Pérouse
- Les autres fragments sont dispersés entre le Louvre, l’Alabama, Lyon, et Grenoble.

Polyptyque de saint Pierre (Le Pérugin)
- Panneaux principaux et tondi
  - L'Ascension du Christ en présence de la Vierge et des apôtres, 280 × 216 cm, Musée des beaux-arts, Lyon
  - Dieu le Père bénissant parmi les anges, cimaise, 114 × 230 cm, Musée des beaux-arts, Lyon
  - Tondo du prophète Jérémie, diamètre 127 cm, Musée des beaux-arts, Nantes,
  - Tondo du prophète Isaïe, diamètre 127 cm, Musée des Beaux-Arts, Nantes.
- Panneaux de la prédelle :
  - Adoration des mages, 32 × 59 cm, Musée des beaux-arts, Rouen,
  - Baptême du Christ, 32 × 59 cm, Musée des beaux-arts, Rouen,
  - Résurrection du Christ, 32 × 59 cm, Musée des beaux-arts, Rouen,
  - Saint Herculanus, 32 × 38 cm, Galerie nationale de l'Ombrie, Pérouse,
  - Saint Constantius , 32 × 38 cm, Galerie nationale de l'Ombrie, Pérouse,
- Sur la base des colonnes :
  - Saint Maurus, 32 × 38 cm, Galerie nationale de l'Ombrie, Pérouse,
  - San Pietro Vincioli, 33 × 38 cm, Galerie nationale de l'Ombrie, Pérouse,
  - Sainte Scolastique, 33 × 38 cm, Galerie nationale de l'Ombrie, Pérouse,
  - Saint Benoît, 33,5 × 26 cm, Pinacothèque Vaticane, Rome,
  - Sainte Flavie, 35 × 26 cm, Pinacothèque Vaticane, Rome,
  - Saint Placide, 33,5 × 30 cm, Pinacothèque Vaticane, Rome

Retable pour la Basilique de la Santissima Annunziata à Florence (le Perugin)
Il était constitué de sept panneaux, et est resté longtemps le plus grand retable jamais peint
- panneau Sainte Catherine d'Alexandrie, 78,5 × 71,4 cm, Galerie Moretti[30].

#### R. Polyptyque des scènes de  laVie de la Vierge(Giovanni Francesco da Rimini)
Giovanni Francesco da Rimini, dit Maître des scènes de la Vie de la Vierge aurait peint les douze panneaux en huile sur bois, qui devait encadrer une Annonciation centrale (peinte ou sculptée), conservés au musée du Louvre :
- L'Ange apparaît à Joachim
- La Naissance de la Vierge
- La Présentation de la Vierge au Temple
- La Vierge montant les degrés du Temple
- Saint Joseph et les prétendants
- La Mariage de la Vierge
- La Visitation
- La Nativité
- La Présentation de Jésus au Temple
- La Circoncision
- La Fuite en Égypte
- Jésus parmi les docteurs

#### S. Polyptyque de San Francesco (Sassetta)

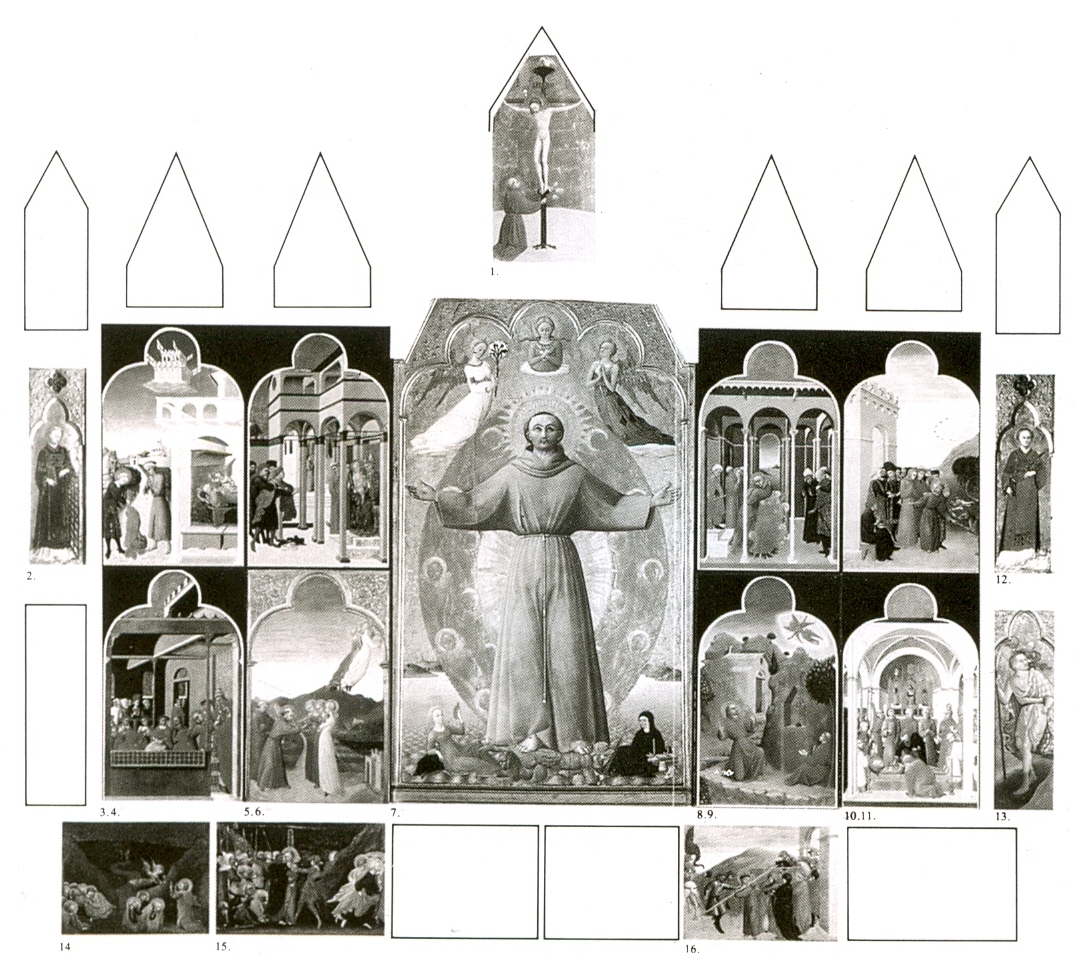
Reconstrucion
du Retable de Borgo san Sepolcro
arrière

Daté de 1437-44, et réalisé pour le maître-autel de l'église des franciscains à Borgo San Sepolcro, c'est un polyptyque à deux faces, de 26 fragments, démantelé à partir de 1578. Au cours des siècles les différents fragments furent vendus et éparpillés. Ils sont dispersés dans dix musées comme la National Gallery de Londres, le musée des Beaux-Arts de Berlin, le musée Pouchkine de Moscou, le Metropolitan Museum de New York...
- Le Mariage mystique de saint François d'Assise, détrempe sur bois, 95 × 58 cm, Chantilly, Musée Condé ;
- Collection Berenson, Villa I Tatti, Settignano

Ce retable a fait l'objet d'une émission de la collection Palettes intitulée Sassetta, Le Retable en morceaux  d'Alain Jaubert,

#### S. Polyptyque pour l'Église Saint François le Grand à Padoue (Giorgio Schiavone)
- Deux panneaux représentant des frères franciscains sont aujourd'hui conservés au Musée Diocésain de Padoue (Palais Vescovile) :
  - Saint François et saint Jérôme[33]
  - Saint Luc de Toulouse et saint Antoine[34]

#### S. Polyptyque Del Ponte (Giovanni Martino Spanzotti)
Polittico Del Ponte de Giovanni Martino Spanzotti pour la Chiesa di San Francesco in Casale, démembré entre :
- la Pinacoteca di Brera à Milan,
- l'Accademia Albertina de Turin,
- la National Gallery de Londres,
- et une collection privée

#### T. Polyptyque de Foligno (Bartolomeo di Tommaso da Foligno )
Commandé à Bartolomeo di Tommaso da Foligno  par Rinaldo Trinci (entre 1430 et 1435) pour San Salvatore de Foligno :
- Le Portement de croix, élément de la prédelle, musée du Petit Palais (Avignon),
- Vierge à l'Enfant avec des anges et le donateur Rinaldo Trinci, saint Jean-Baptiste, le bienheureux Piero Crisci (1432), pinacothèque de Foligno,
- Prière au jardin des oliviers et Arrestation du Christ, éléments de la prédelle, musées du Vatican, Rome,
- Mise au tombeau, non localisé.

#### T. Polyptyque de Saint Jacques (Cosme Tura)
Ce Polyptyque se trouvait encore au XVIIIe siècle, dans l'église San Giacomo à Argenta :
- Saint Antoine de Padoue, v. 1475, bois, 71 × 31 cm, Musée du Louvre
- Saint Dominique, tempera sur bois, 51 × 32 cm, Musée des Offices. Le panneau a été coupé en bas et les bords repeints.
- Saint Jacques, Musée des beaux-arts de Caen

#### V. Retable de Santa Lucia dei Magnoli (Domenico Veneziano)
- Panneau central : Conversation sacrée : Vierge à l'Enfant entourée des saints Lucie, François, Jean-Baptiste et Zénobe, 1445, initialement sur l'autel de l'église Santa Lucia dei Magnoli à Florence,  conservée à la Galerie des Offices. Tempera sur bois, 209 × 216 cm.
- Prédelle de cinq petits panneaux dans différentes collections :
  - Saint François recevant les stigmates, 27,5 × 30,5 cm, Samuel H. Kress Collection, National Gallery of Art, Washington
  - Saint Jean dans le désert, 28,4 × 31,8 cm, Samuel H. Kress Collection, National Gallery of Art, Washington
  - L'Annonciation, 27 × 54 cm, Fitzwilliam Museum, Cambridge
  - Un Miracle de saint Zenobie, 28,6 × 32,5 cm, Fitzwilliam Museum, Cambridge
  - Martyre de sainte Lucie, 25 × 29 cm, Staatliche Museen, Berlin

#### V. Polyptyque de saint Augustin (Bartolomeo Vivarini)
Dans la nef de gauche de la Basilique de San Zanipolo :  sous la maîtrise, trois panneaux (saint Dominique, saint Augustin, saint Laurent) de 1473 de Bartolomeo Vivarini, restes d’un polyptyque à neuf panneaux dédié à saint Augustin.

#### V. Retable de la Vierge avec saint Jean et saint Donat (Verrocchioet élèves)
Ce retable de la Vierge avec saint Jean et saint Donat fut commandé à Verrocchio par les exécuteurs testamentaires de Donato de Médicis vers 1474-1486 pour la chapelle du Saint-Sacrement ou San Donato du Dôme de Pistoia. Laissé inachevé par Verrocchio, il a été complété  par ses élèves : 
- Madonna di Piazza, panneau central, attribué à Lorenzo di Credi. L'évêque sur le côté de la Vierge a été identifié comme saint Zénon de Vérone.
- Annonciation, élément central de la prédelle, 16 × 60 cm  (attribution contestée entre Lorenzo di Credi et Léonard de Vinci), Musée du Louvre, Paris
- Le Miracle de saint Donat d'Arezzo[36], 16,6 × 33,5 cm, Worcester Art Museum, Massachusetts
- La Naissance de la Vierge, autrefois appelée La Naissance de saint Jean-Baptiste, attribuée au Pérugin, 18,6 × 41 cm, conservé à la Walker Art gallery de Liverpool[37], serait un panneau de la prédelle[38].

#### Z. Polyptyques deBernardo Zenale
- Le polyptyque réalisé pour la Confraternité de l'Immaculée Conception de Cantù en 1502, est dispersé entre : 
  - le Getty Center de Los Angeles,
  - le Museo Bagatti Valsecchi et
  - le Museo Poldi Pezzoli de Milan.
- Le Triptyque de La Vierge et les saints se trouve :
  - Panneau central : Madone et saints, tempera sur bois, 129 × 63 cm, Spencer Museum of Art, Université du Kansas, donation de la Collection de Samuel Henry Kress[39]
  - Volets : Saint Michel Archange et Saint Bernard et un moine cystercien, huile sur bois, 115 × 51 cm, Galerie Palatine, Palais Pitti, Florence. Proviennent de la Collection Frizzoni-Salis[40].

### Cinquecento

#### Pala Bellide Pérouse (Mariano di ser Austerio)
Ce panneau central nommé Pala Belli, de Mariano di ser Austerio représente la Vierge avec l'Enfant et les saints Laurent, Jean-Baptiste, Jérôme et Dominique (après 1503) ; il a été réalisé pour l'église Saint-Dominique de Pérouse et  il est conservé aujourd'hui au Musée du Vatican, Rome. La prédelle (documentée en 1810) a disparu, elle représentait :
- Le Martyre de saint Laurent,
- La déposition de la Croix,
- L'Annonciation

#### Polyptyque d'Ascoli Piceno (Nicola Filotesio)
Retable de Nicola Filotesio pour le maître-autel de la cathédrale d'Ascoli Piceno (vers 1516-1533), actuellement démembré.

#### Polyptyquedi Sant'Anna(Gaudenzio Ferrari)
Le Polyptyque di Sant'Anna de Gaudenzio Ferrari était formé  de six panneaux peints en tempera, tous  dispersés entre deux musées aujourd'hui :
- Galerie Sabauda, Turin :
  - Gioacchino cacciato dal Tempio « [image] »,
  -  La Madonna col Bambino, Sant’Anna e i confratelli donatori,
  - L’incontro di Gioachino e Sant’Anna alla porta Aurea (registro inferiore) con l’ Eterno (registro superiore) ;
- la  National Gallery, Londres :
  - Angelo annunciante « [image] »(Archive.org • Wikiwix • Archive.is • Google • Que faire ?),
  - Vergine annunciata « [image] »(Archive.org • Wikiwix • Archive.is • Google • Que faire ?).

#### Polyptyque de Sarnano (Vincenzo Pagani)
En 1529, Vincenzo Pagani réalise un polyptyque, signé et  daté 1529, pour le maître-autel  de la  chiesa di San Francesco dei Frati Minori Conventuali de Sarnano. 
La commission des frais du couvent, attesta l'inscription de la prédelle sur les dénominations des saints du monde franciscain représentés :   San Ludovico da Tolosa, Santa Chiara, San Bonaventura et San Francesco.
Les panneaux démembrés, à la suite de la suppression napoléonienne des ordres religieux, et du passage de l'église au Filippini en 1820, deviennent la propriété de la commune et ensuite viennent constituer le noyau du fond des œuvres de la pinacothèque civique.

#### Polyptyque de Cassel (Il Romanino)
Il Romanino peint un polyptyque dont seuls deux éléments ont été retrouvés et sont conservés à la Gemaldegalerie Alte Meister de Cassel :
- San Pietro,
- San Paolo

#### Retable Baglioni (Raphaël)
Cimaise
L’Eterno tra gli Angeli, huile sur panneau de 64,5 × 72 cm, en  cimaise,  représentant Dieu le père, de Domenico Alfani, un assistant de Raphaël.
Élément conservé à la Galerie nationale de l'Ombrie, Pérouse.
Frise intermédiaire
Fregio raffigurante Putti e grifi, tempera sur panneaux de 21 × 37, 21 × 55, 21 × 54,8 et  21 × 36,5 cm,
Élément conservé à la Galerie nationale de l'Ombrie, Pérouse.
Panneau central
Déposition Borghèse de Raphaël, huile sur bois de 184 cm × 176 cm, réalisé en 1507,
Élément conservé à la Galerie Borghèse, Rome.
Panneaux  de la prédelle
Speranza - Carità - Fede, grisaille en tempera sur panneau de 18 × 44 cm, trois vertus théologales,
Éléments conservés aux musées du Vatican, Rome

#### Polyptyque de Potenza (Simone da Firenze)
Polyptyque  de Simone da Firenze du Cinquecento, de la   Chiesa di S. Marai del Sepolcro, Potenza, démembré et dispersé.

#### Polyptyque de Recanati de Lorenzo Lotto
Le Polyptyque de Recanati de Lorenzo Lotto, datant de 1508, une huile sur panneau de  227 cm × 108, conservé à Recanati, au Museo Civico Villa Coloredo Mels, fut démembré au XVIIIe siècle puis reconstitué en 1914.

#### Retable de VallombrosaduPéruginetAndrea del Sarto
Commandé au Pérugin en 1498, il fut placé sur l'autel le 8 juillet 1500.
- Panneau principal à la Galleria dell'Accademia de Florence : L'Assomption, huile sur bois, 415 × 246 cm. Les quatre saints qui y figurent au pied de la Vierge (Jean Gualbert, Bernardo degli Uberti, Benoît et Michel) sont liés à l'histoire de l'ordre vallombosain.
- Fragments de prédelle au musée des Offices :
  - Portrait de don Biagio Milanesi, 28,5 × 26,5 cm
  - Portrait du vallombrosien Baldassare, 26 × 27 cm
- Panneaux latéraux d'Andrea del Sarto au Musée des Offices[44], 184 × 186 cm : 
  - gauche : Saint Michel archange et saint Jean Gualbert
  - droite : Saint Jean Baptiste et saint Bernard degli Uberti

## Œuvres polyptyques non retables

### Bataille de San Romanode Paolo Uccello
La Bataille de San Romano de  Paolo Uccello, trois panneaux initialement mis en perspective sur les trois murs d'une même pièce du palais Medici-Riccardi de Florence, aujourd'hui dispersés entre trois musées majeurs :
- Niccolo Mauruzi da Tolentino à la tête de ses troupes, (~1456) huile sur bois de 3,20 × 1,82 m (National Gallery, Angleterre)
- La Contre-attaque décisive de Micheletto Attendolo da Cotignola, (~1456) huile sur bois de 3,15 × 1,80 m (musée du Louvre, France)
- La Défaite du camp siennois illustrée par la mise hors de combat de Bernardino della Ciarda, (~1456) huile sur bois de 3,23 × 1,82 m (Galerie des Offices de Florence, Italie), seul panneau signé.